# Test di Anderson-Darling
Il test di Anderson-Darling (dai suoi autori Theodore Wilbur Anderson e Donald A. Darling che lo descrissero nel 1952) è un test di verifica d'ipotesi utilizzato in statistica
per verificare se un campione di valori può essere generato da una determinata variabile casuale. Nella sua formulazione di base il test non richiede che si verifichino le stime dei parametri della v.c. testata. In tal caso si tratta di un test non parametrico.
Tuttavia il test viene solitamente usato per testare una famiglia di distribuzioni e dunque i suoi parametri. In questo caso dev'essere modificata la statistica del test o i suoi valori critici.
Quando applicato per verificare l'appartenenza ad una variabile casuale gaussiana, diventa uno degli strumenti statistici più potenti per individuare la non corrispondenza con la gaussiana.